# بيتر بالدوين
بيتر بالدوين (بالإنجليزية: Peter Baldwin)‏ هو ممثل بريطاني، ولد في 29 يوليو 1933 بتشيتشستر في المملكة المتحدة، وتوفي في 21 أكتوبر 2015 بسبب سرطان.

## وصلات خارجية
- بيتر بالدوين على موقع IMDb (الإنجليزية)
- بيتر بالدوين على موقع ميوزك برينز (الإنجليزية)
- بيتر بالدوين على موقع ديسكوغز (الإنجليزية)
- بيتر بالدوين على موقع قاعدة بيانات الفيلم (الإنجليزية)